# Macrotus
Macrotus (Gray, 1843) è un genere di pipistrelli della famiglia dei Fillostomidi.

## Descrizione

### Dimensioni
Al genere Macrotus appartengono pipistrelli di piccole dimensioni, con lunghezza della testa e del corpo tra 50 e 69 mm, la lunghezza dell'avambraccio tra 45 e 58 mm, la lunghezza della coda tra 35 e 41 mm e un peso fino a 20 g.

### Caratteristiche craniche e dentarie
Il cranio presenta un rostro lungo e una scatola cranica più alta. La bolla timpanica è grande, gli incisivi superiori interni lunghi e di forma simile ai canini, mentre quelli più esterni sono più piccoli.
Sono caratterizzati dalla seguente formula dentaria:

### Aspetto
Le parti dorsali sono brunastre o grigiastre, con la base dei peli bianca, mentre le parti inferiori sono marroni o giallo-brunastre generalmente con dei riflessi biancastri o argentati. Il muso è corto, con una foglia nasale lanceolata ed eretta. Le orecchie sono enormi, con l'estremità arrotondata e unite alla base da una banda cutanea. Le ali sono semi-trasparenti e larghe. La coda è lunga e si estende leggermente oltre l'ampio uropatagio. Il calcar è corto e curvo. Gli arti inferiori sono più lunghi della coda.

## Distribuzione
Il genere è diffuso in America Settentrionale, America centrale e Caraibi.

## Tassonomia
Il genere comprende 2 specie.
- Macrotus californicus
- Macrotus waterhousii